# Estnische Nationalmannschaft bei der Internationalen Sechstagefahrt

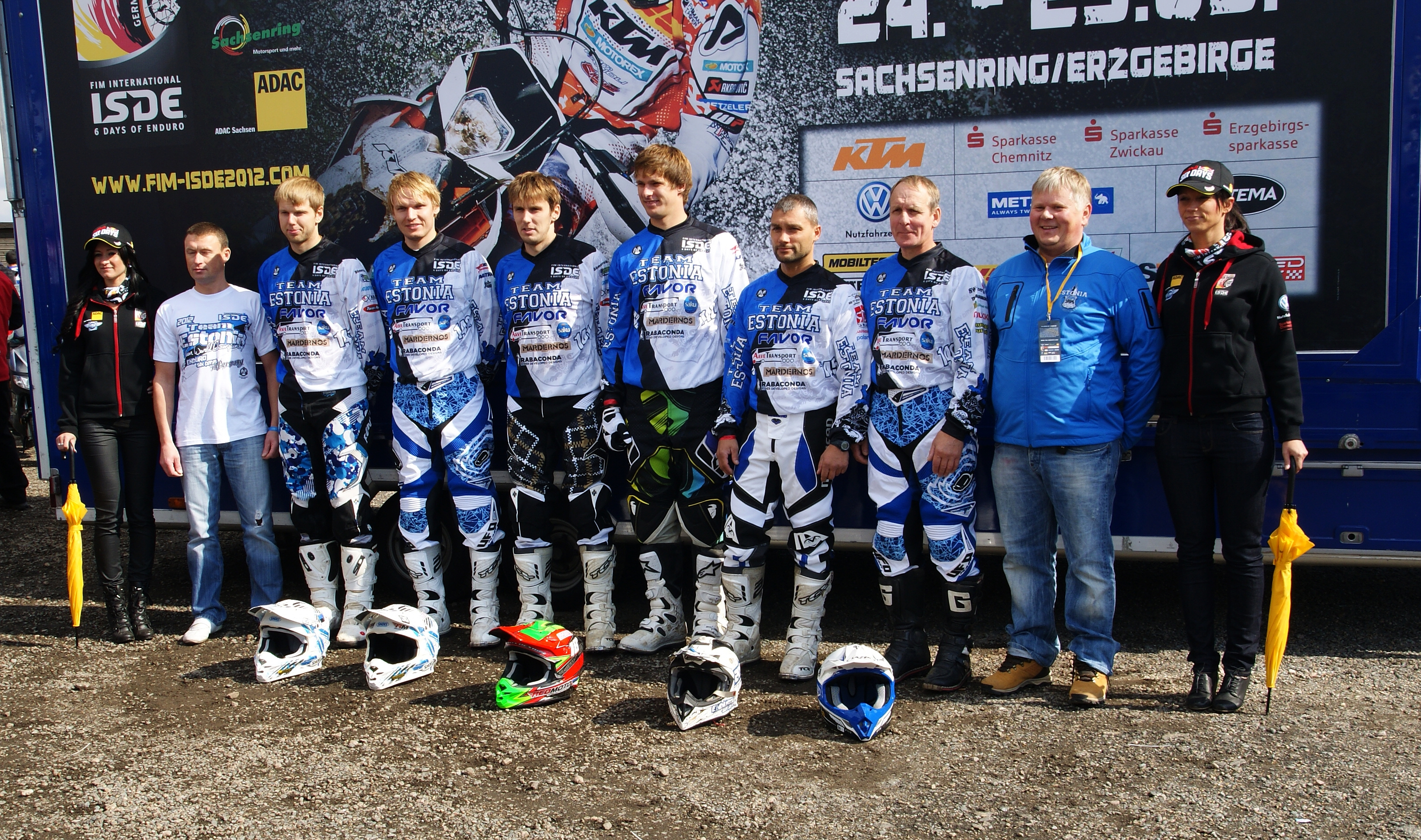
Estnische World-Trophy-Nationalmannschaft bei der 87. Internationalen Sechstagefahrt

Die estnischen Nationalmannschaften bei der Internationalen Sechstagefahrt sind eine Auswahl von Fahrern und Fahrerinnen (bislang war jedoch keine Frauenmannschaft am Start) für die Nationenwertungen dieses Wettbewerbes.
Entsprechend den Regelungen für die Sechstagefahrt wurden Nationalmannschaften für die Wertung um die World Trophy, Junior World Trophy und die Women`s World Trophy zugelassen. Der Umfang der Mannschaften und die Regularien für die Teilnahme änderte sich mehrmals im Laufe der Zeit.
Erstmals nahm 2011 eine estnische Nationalmannschaft im Wettbewerb um die World Trophy teil. 2016 gelang hier ein beachtenswerter fünfter Platz als bislang bestes Ergebnis.
Die Liste erhebt keinen Anspruch auf Vollständigkeit.
| Jahr                    | World Trophy | Junior World Trophy | Women’s World Trophy |
| ----------------------- | --- | ------------------- | -------------------- |
| 2011                    | 14. Toivo Nikopensius (Yamaha) Aigar Leok (TM) Martin Leok (TM) Toomas Triisa (Honda) Tonu Kallast (GasGas) Urmas Poldma (TM)               | keine Teilnahme     | keine Teilnahme      |
| 2012                    | 16. Toivo Nikopensius (Yamaha) Martin Leok (KTM) Toomas Triisa (Honda) Tonu Kallast (GasGas) Aigar Leok (Moto TM) Egon Übraus (KTM)         | keine Teilnahme     | keine Teilnahme      |
| 2013                    | 9. Toivo Nikopensius (Yamaha) Rannar Uusna (Husaberg) Martin Leok (KTM) Toomas Triisa (HM Honda) Aigar Leok (Moto TM) Tonu Kallast (GasGas) | keine Teilnahme     | keine Teilnahme      |
| 2014                    | keine Teilnahme | keine Teilnahme     | keine Teilnahme      |
| 2015                    | 12. Priit Biene (Husqvarna) Martin Leok (KTM) Veiko Rääts (KTM) Elary Talu (KTM) Toomas Triisa (Husqvarna) Priit Palatu (KTM)               | keine Teilnahme     | keine Teilnahme      |
| 2016                    | 5. Veiko Rääts (KTM) Priit Biene (Husqvarna) Martin Leok (KTM) Rannar Uusna (KTM)                                                           | keine Teilnahme     | keine Teilnahme      |
| {\displaystyle \vdots } | keine Teilnahme | keine Teilnahme     | keine Teilnahme      |
| 2021                    | 16. Toomas Triisa (Husqvarna) Priit Biene (Yamaha) Elary Talu (KTM) Jur Triisa (KTM)                                                        | keine Teilnahme     | keine Teilnahme      |
| 2022                    | 12. Veiko Rääts (KTM) Priit Biene (Husqvarna) Hendrik Talviku (KTM) Jur Triisa (KTM)                                                        | keine Teilnahme     | keine Teilnahme      |
| {\displaystyle \vdots } | keine Teilnahme | keine Teilnahme     | keine Teilnahme      |
| 2024                    | keine Teilnahme | keine Teilnahme     | keine Teilnahme      |